# Pimoa edenticulata
Espèce
Pimoa edenticulata est une espèce d'araignées aranéomorphes de la famille des Pimoidae.

## Distribution
Cette espèce est endémique de Californie aux États-Unis,. Elle se rencontre dans les comtés de Humboldt, de Mendocino et de Trinity.

## Description
Le mâle holotype mesure 8,2 mm et la femelle paratype 9,0 mm.

## Publication originale
- Hormiga, 1994 : A revision and cladistic analysis of the spider family Pimoidae (Araneoidea: Araneae). Smithsonian Contributions to Zoology, no 549, p. 1-104 (texte intégral).